# Drôles de dindes
Pour plus de détails, voir Fiche technique et Distribution.
Drôles de dindes, ou Mission dindons au Canada, (Free Birds) est un film d'animation américain réalisé par Jimmy Hayward, sorti en 2013.

## Synopsis
Reggie, une dinde domestique incompris de son troupeau et essayant comme il le peut de faire prendre conscience à ses congénères de leur situation de volaille élevé spécifiquement a un seul but, servir de repas lors de Thanksgiving, voit sa vie changée lorsqu'il est choisi parmi des centaines de dindes par le Président et sa fille pour être la seule dinde épargnée pour le « Pardon de la dinde ». Emmené à la maison du président, Reggie s'adonne alors avec joie aux bénéfices du luxe et du confort. Cependant, vient un soir où Jake, une autre dinde, costaude et semblant être un peu bizarre, l'enlève et lui dit que lui et Reggie ont été choisis par une dinde nommée "Le Grand dindon" afin de sauver non pas une ni dix ni une centaine, mais toutes les dindes. Pour cela, il leur faudra remonter le temps, en 1621, avant le premier jour d'action de grâce, afin d'éliminer les dindes du menu. Y parvenant grâce à une machine temporelle que l'armée américaine testait nommée S.T.E.V.E, les deux compères se retrouvent en pleine colonisation et rencontrent une colonies de dindes de l'époque, et doivent faire face au terrible chasseur Myles Standish, bien décidé à chasser les dindes pour la rencontre prochaine avec les indiens, organisée par le gouverneur Bradford. Reggie, quant à lui, d'abord peu concerné et intéressé par cette mission, va rencontrer Jenny, la fille du chef de la colonie Broadbeak, et petit a petit deviendra amoureux d'elle, et décidera de tout faire en sorte d'accomplir sa mission afin de conquérir son cœur.

## Fiche technique
- Titre : Drôles de dindes
- Titre québécois : Mission dindons
- Titre original : Free Birds
- Réalisation : Jimmy Hayward
- Scénario : Jimmy Hayward, Scott Mosier, David I. Stern et John J. Strauss
- Musique : Dominic Lewis
- Montage : John Venzon
- Photographie :
- Directeur artistique : Kevin R. Adams
- Animation : Ray Chase et Wesley Mandell
- Producteur : Scott Mosier et Craig Mazin
  - Producteur délégué : David I. Stern, John J. Strauss et Aron Warner
- Production : Relativity Media et Reel FX Creative Studio
- Distribution : Metropolitan Filmexport (France), Entertainment One (Royaume-Uni, Canada), Les Films Séville (Québec)
- Pays d'origine :  États-Unis
- Durée : 92 minutes
- Genre : Animation
- Dates de sortie :
  -  États-Unis :
  - 27 octobre 2013
  - 1er novembre 2013
  -  France : 30 octobre 2013
  -  Canada : 1er novembre 2013
  -  Belgique : 11 décembre 2013

## Distribution

### Voix originales
- Owen Wilson : Reggie
- Woody Harrelson : Jake
- Amy Poehler : Jenny
- George Takei : S.T.E.V.E.
- Colm Meaney : Myles Standish
- Dan Fogler : Gouverneur Bradford
- Keith David : Chef Broadbeak
- David S. Lee : le chasseur
- Carlos Alazraqui : Amos
- Lesley Nicol : une pèlerine
- Dwight Howard : une dinde froide
- Danny Carey : Danny
- Jimmy Hayward : le président des États-Unis, Ranger, LeatherBeak et Hazmat
- Kaitlyn Maher : la fille du président
- Carlos Ponce : le narrateur et Alejandro
- Robert Beltran : Chef Massasoit
- Scott Mosier : le livreur de pizza
- Josh Lawson : Gus

### Voix québécoises
- Antoine Durand : Reggie
- Louis-Philippe Dandenault : Jake
- Marika Lhoumeau : Jenny
- Yves Soutiere : S.T.E.V.E
- Manuel Tadros : Myles Standish
- Frédéric Desager : Gouverneur Bradford
- Guy Nadon : Chief Broadbeck